# Dvärggurami
Dvärggurami (Trichogaster lalius) är en asiatisk sötvattensfisk i familjen Osphronemidae (guramier). Den förekommer naturligt i Indien, Pakistan och Bangladesh. 
Den blå färgen ser nästan självlysande ut och växlar i vertikala ränder med rött eller mörkorange. Dvärggurami är fullvuxen vid 4-5 cm längd. 
Dvärgguramin är en populär i akvariefisk. Den lever i mer än 4 år om den sköts väl. Den finns i flera olika odlade varianter. Den är en fredlig fisk men hanarna är revirhävdande under leken och kan tvinga större fiskar att fly till akvariets bortesta hörn. 
I naturen föredrar dvärgguramin lugna, kraftigt bevuxna områden där vattenytan är övertäckt.  